# 直流饋電方式
直流饋電方式（ちょくりゅうきでんほうしき）とは、電気鉄道で鉄道車両に電気を送る方式の1つである。最初の鉄道電化で採用され、今でも使用されている。
以下、日本における直流饋電方式について解説する。

## 直流饋電系統の構成

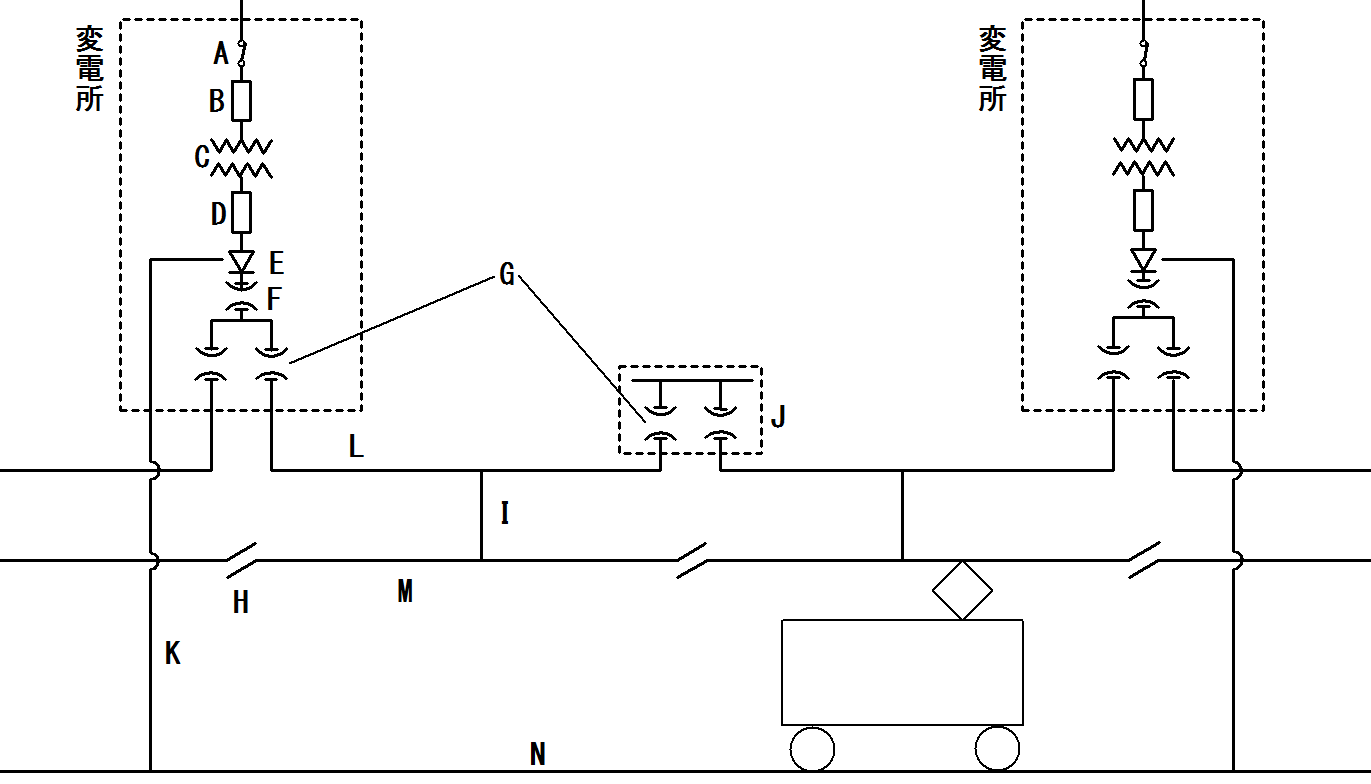
直流饋電系統の饋電回路のモデル図。A断路器、B受電用遮断器、C変圧器、D負荷遮断器、E整流器、F整流器保護用直流高速度遮断器、G饋電用直流高速度遮断器、Hエアセクション、I饋電分岐線、J饋電区分所、K帰線、L饋電線、M電車線(トロリー線）、Nレール。

直流饋電系統の饋電回路は、沿線の変電所に一般電力網からの高圧系統（22-77kV）の三相交流電力を受電して、断路器と受電用遮断器を介して、整流器用変圧器で1200ボルトまで降圧させ、その後に負荷遮断器を経由して、整流器で交流から1500ボルトの直流に変換して、直流高速度遮断器（短絡故障などで電流が大きくなった場合にそれを検知して自己遮断する装置）を介して、饋電線に繋がり、250mごとに饋電分岐線（フィードイーヤ）で電車線（トロリー線）に接続して給電するが、最近では饋電線と吊架線を兼ねた饋電吊架線が使用されている。電食対策の理由で、変電所で電車線側を正（＋）レール側を負（－）として饋電しており、電車（負荷）で使用された電流は、レールから帰線を経由して変電所の整流器に戻る。また、変電所の間を並列に接続して、負荷による電圧降下の軽減を図っており、変電所の中間に遮断器などの開閉装置を設けた饋電区分所を設置して、事故や保全作業時の饋電区分を行う。
交流から直流に変換する整流器には、初期は回転変流器や水銀整流器が使用されてきたが、半導体技術の進歩に伴ってシリコンダイオード整流器が使用されている。シリコンダイオード整流器は素子を直並列に接続しており、直列数は開閉サージなどの過電圧、並列数は最大負荷電流で決定され、負荷電流や短絡電流に対して十分な耐量を持つことが求められている。初期は、三相全波整流器の6パルス方式が使用されていたが、高調波低減のため、6パルス方式を直列または並列に接続して組み合わせた12パルス方式が使用されている。また、シリコンダイオード整流器の冷却は沸騰冷却式とヒートパイプ式があり、最近では地球環境に配慮して冷媒に純水が使用されている。また、入力側の変圧器の結線には、シリコンダイオード整流器を利用した場合では、6パルス方式ではY-Y・Δ-Δ・Y-Δ・Δ-Yが使用されているが、12パルス方式では一方をΔ-Y、もう一方をΔ-Δ結線として交流に30度位相差を付けてから整流器に入力される。
直流高速度遮断器には、整流器用と饋電用があり、前者は正方向と逆方向の電流を検知する両極性をもっており、後者は一方向きの電流のみを検知する。長編成の電車や運転時間の短縮などで変電所の負荷が増大すると、直流高速度遮断器だけでは饋電線を保護することはできず、ΔI形故障選択継電器による故障選択装置を併用して短絡故障時の検知向上を図っている。直流高速度遮断器の種類には、主回路に空気中において接触子と接触棒を使用した高速度気中遮断器と主回路に真空バルブを使用した高速度真空遮断器の2つがあり、遮断時には、前者は開極時に発生したアークを吹消コイルの磁力によ消弧室内に押し出して、アーク長の延伸と冷却効果により、アーク電圧が上昇して電流が遮断され、後者は真空バルブを開状態にした後に並列に接続されているコンデンサー回路に電流を転流させ、酸化亜鉛非直線抵抗の限流作用により電流を遮断する。
饋電回路は回路抵抗が小さいため、短絡や地絡（接地）事故時での事故電流が大きく、饋電回路のインダクタンスによる過度現象中での電流が小さい時において回路を遮断しなければならないため、直流高速度遮断器に電流増加率により自己遮断機能を持たせるともに、電気車の起動電流やノッチ刻みによる電流変化による電気車電流と、電流変化が大きい故障電流とを比べて、故障電流を判別して饋電用高速度遮断器を作動させるΔI形故障選択継電器、短絡や地絡事故時に変電所相互を遮断する連絡遮断装置があり、ΔI形故障選択継電器の保護範囲は両変電所の中間点付近までだが、連絡遮断装置と併用することで両変電所間の饋電回路をカバーしている。
電圧降下対策としては、変電所を増強して変電所間隔を短くして電圧降下を低減する、整流器をサイリスタ整流器にする、シリコン整流器にサイリスタ整流器を組み合わせた直流饋電電圧補償装置（DCVR）を使用して変電所の送り出し電圧を上昇させる、饋電回路の饋電線を太くしたり条数を増やしたり、饋電線を中間に設置されている饋電区分所で上下線の饋電線を接続することで饋電線の抵抗を低減させる、負荷が小さい時に電気エネルギーを貯蔵して負荷が大きい時に電気エネルギーを放出するフライホイールと電動発電機を組み合わせたフライホイールポストや急速充放電に適しているキャパポストやリチウムイオン電池などの二次電池を使用して電圧降下を補償する方法が採られている。

## 問題点と現状
交流饋電方式と比べて電圧が低く（600V-1500V）、その結果変電所の間隔が狭くなり（5-10km程度の間隔で設置）そのため数も多くなること、整流器が必要となり設備コストが掛かること、負荷電流が大きいため（交流饋電方式の約10倍）電車線･饋電線を太い物にしなければならないこと、そのため電力損失が大きい（電流の2乗に比例する）などの問題があるが、車両自体の製造にかかるコストが交流のそれと比べ安いことから、私鉄･JRを始めとする各鉄道会社で使用されている。
最近の電車はブレーキ時において電動機（モーター）の回転から電力を発生させて、その電力を架線に戻して他の電車に消費させる回生ブレーキを採用しているのがほとんどであり、回生電力による回生ブレーキの失効対策や有効利用に対応した直流饋電方式が採用されている。シリコン整流器とは別にサイリスタ整流器を並列に接続して電圧一定制御を行い力行（加速）している電車に電力を届きやすくする、サイリスタインバータを並列に接続して、回生電力を交流に変換して変圧器を介して電源からの電力と共に駅などの高配負荷に電力を提供する、サイリスタ整流器をPWM整流器とし、力行時には整流、回生時には逆変換をに行い、変圧器を介して電源からの電力と共に駅などの高配負荷に電力を提供する、電車線とレールの間にGTOチョッパと抵抗器を直列に接続したサイリスタチョッパ抵抗により回生電力の吸収を行うなどがある。